# Aedes mariae
Aedes mariae är en tvåvingeart som först beskrevs av Sergent 1903.  Aedes mariae ingår i släktet Aedes och familjen stickmyggor. Inga underarter finns listade i Catalogue of Life.